# Франк Нджазіджа
Франк Нджазіджа (фр. Franc Grande Comore, араб. نجازيجيا فرنك) карбувався у 1890 році султаном Нджазіджа Саїдом Алі. Зі срібла карбувалася монети номіналом у 5 франків, з бронзи 5 та 10 сантимів. У 1912 році монети вилучились з обігу. У 1920 році французькою торговою компанією на Мадагаскарі карбувалися токени номіналами в 25 сантимів, 0,50, 1 та 2 франки, а також виготовлялися паперові нотгельди номіналами в 50 сантимів та 1 франк.

## Історія

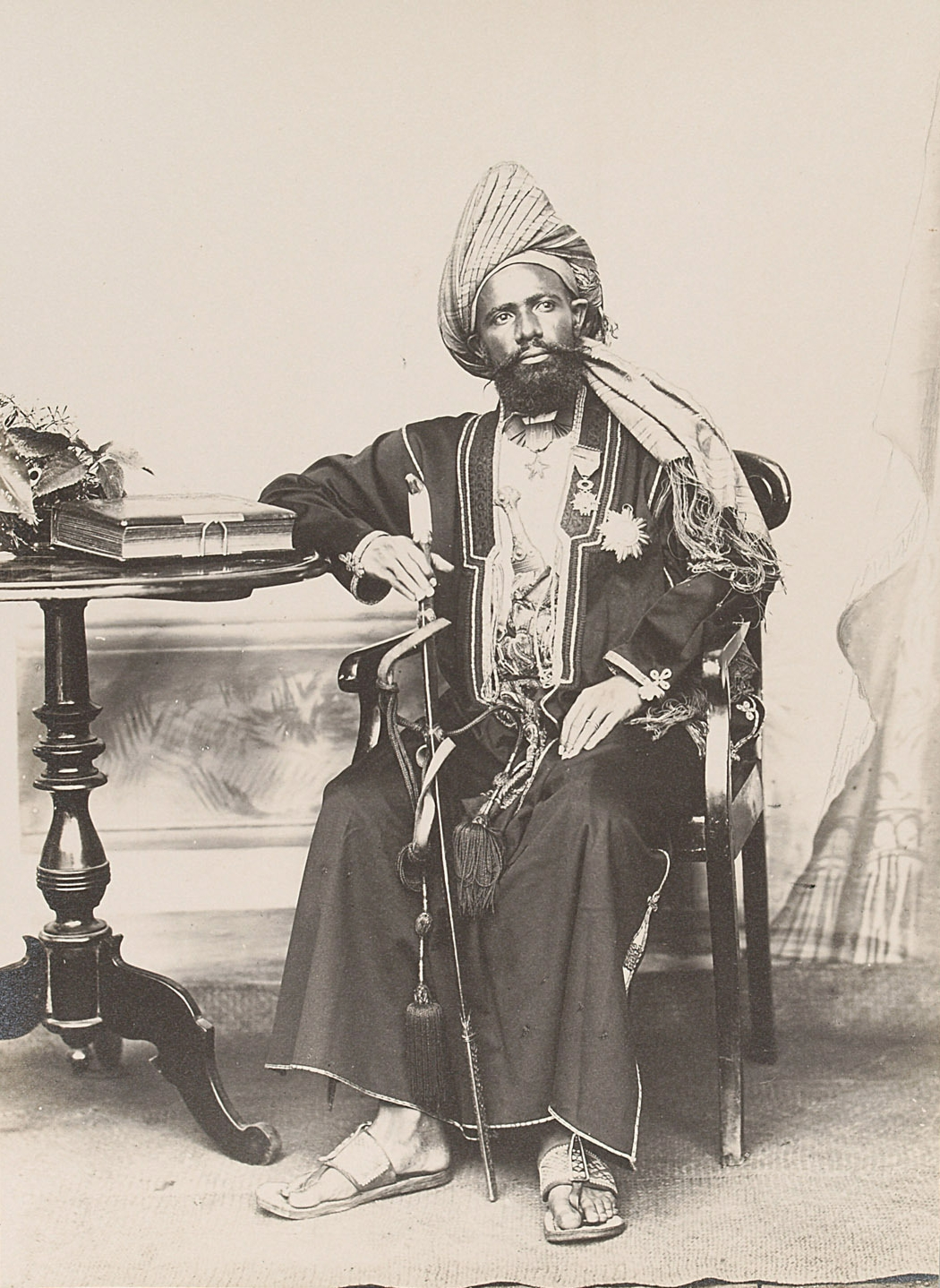
Султан Саїд Алі бін Саїд Омар (1886—1892)

Впродовж декількох століть Великий Комор був розділений на дрібні султанати: Бамбао (Ітсандра), Міцаміолі, Мбаджині, Хамбу, Вашилі, Хамахаме, Мбанкуй, Мбуде та Домба. У 1841 місцевий султан Майотти продав острів за 5000 франків капітану французького корабля «Превуаян». У 1843 році острів став протекторатом Франції. У 1886 році султан Бамбао Саїд Алі об'єднав дрібні султанати і оголосив їх єдиним султанатом Нджазіджа. Постійна анархія, яка виникла в результаті воєн поміж султанами, спонукала Саїда Алі прийнявши французький захист над островами. Загроза британського втручання, особливо на острів Нзвані, посилила захист островів, а після 1880-х рр. занепокоєння французам додала також Німецька імперія.
У 1886—1892 встановлений протекторат над островами Анжуан, Великий Комор і Мохелі. У 1893 році султан був відправлений у вигнання на острів Реюньйон. У 1908 році Франція анексувала території Великого Комору скасувавши султанат. З 1909 архіпелаг року, після зречення султану, офіційно оголошений французькою колонією, а в 1912 Великий Комор став адміністративним центром Мадагаскару. У 1975 році Анжуан, Великий Комор та Мохелі оголосили про незалежність Коморських островів.

## Монети

5 франків, срібло, 1890 (1308 р. Г) рік, Султан Саїд Алі

10 сантимів, 1890 (1308 р. Г.) рік. Султан Саїд Алі

У 1890 році, за розпорядженням султана Саїда Алі, карбувалися срібні монети номіналом в 5 франків та бронзові розмінні монети номінальною вартістю в 5 та 10 сантимів. Монети були виготовлені на монетному дворі в Парижі і позначалися літерою «А». Датувалися монети 1308 роком за Гіджрою (1890 рік за Григоріанським календарем). Тираж 5-франкової монети був невеликим — 2.500 монет. Спільний тираж 5 сантимів (Карбувалися двох видів з позначенням монетного двору — «А» велика та «а» маленька. Так само і на 10-сантимовій монеті) складав 300.000 монет, 10 сантимів 150.000 монет. Вага 5 франків складає 25 гр., діаметр 38,3 мм. Вага 5 сантимів — 5 гр., діаметр 25 мм. Вага 10 сантимів 10 гр. 30 см. На аверсі срібної монети серед пальмової та лаврової гілок в центрі 2 перехрещені прапори — французький та нджазідзький, над ними півмісяць та 5-кутна мала зірка. З боків по зірці. Над прапорами надпис арабською мовою: «П'ять франків» (араб. خمسة فرنك), у 2-му рядку: «Республіка Франція» (араб. لغخيمت‎ا‎فرنسـا), в нижніх двох «Захист» (араб. حـمـا يت د و لــت). Під гілками позначення монетного двору. На реверсі монети зображення зброярських знарядь, збоку позначено рік карбування, по колу легенда: «Султан Саїд-Алі» (араб. السلطان سعيد علي) та «Нджазіджа» (араб. نجازيجيا). Бронзові монети часто використовувалися для магічних ритуалів. У 1912 році монети були вилучені з обігу.

## Токени

0,50 франків, алюміній, 1922 рік

У 1920-х роках дефіцит французьких розмінних монет призвів до виготовлення приватних токенів на головній колоніальній компанії у Нджазіджі та на цукрових плантаціях Майотти. У 1915, 1922 роках карбувалися токени номіналами в 25 сантимів, 0,50, 1 та 2 франки. На токенах позначався номінал та містилися з обох сторін монети надписи. Жетони карбувалися з алюмінію та з алюмінієвої бронзи. В наші часи власник готелю та казино «The GALAWA» на острові виготовив серію токенів для обслуговування та ігрового бізнесу.

## Нотгельди

1 франк (ногельд), 1920 рік

Перші коморські паперові нотгельди були виготовлені в 1920 році. Надзвичайний випуск у вигляді поштових марок, закріплених на цупкому папері, виготовлявся французькою торговою компанією у Мадагаскарі. В обігу знаходились нотгельди номіналами 50 сантимів та 1 франк. Також виготовлялися нотгельди з позначкою острова Мохелі номіналом в 50 сантимів.